# Pablo Toro
Pablo Toro Olivos (Santiago, 1983) es un periodista, guionista de televisión y escritor chileno.

## Biografía
Después de estudiar en The Mayflower School y el Craighouse, ingresó en la Universidad Católica con la idea de estudiar literatura —la pasión por los libros se la había inculcaldo su madre, Elena Olivos—, pero pronto de cambió a periodismo porque “permite entrar al mundo de la narración, sea escrita, visual, radial y te permite estar en varios mundos, no sólo el de la literatura”.
Como guionista ha trabajado en las series La ofis —adaptación de la británica The Office—,  Mis años grossos y Los 80, así como también en las telenovelas Manuel Rodríguez y Peleles (2011)
En noviembre de 2010 presentó su primer libro, el conjunto de relatos Hombres maravillosos y vulnerables. Toro cuenta que "todas las ideas" de los cuentos publicados en este volumen nacieron en 2006, cuando estuvo en el taller de Luis López-Aliaga, y que, aunque después los fue puliendo, pertenecen al período de sus comienzos en la escritura.
Sobre esos relatos dice: "Están unidos por el estilo narrativo y cierto sentido de la velocidad. Además de ser, en general, parodias que se relacionan con el mundo de la televisión, el cine, la literatura y la política.  Quizás podría agregar que los personajes son, en su mayoría, perdedores".

## Obras
- Hombres maravillosos y vulnerables, La Calabaza del Diablo, Santiago, 2010
- Safari, Montacerdos Editorial, Santiago, 2021

## Premios y reconocimientos
- Premio Municipal de Literatura de Santiago 2011, categoría Cuento, por Hombres maravillosos y vulnerables[7]
- Seleccionado como uno de los 100 líderes jóvenes de Chile 2011 por la revista Sábado de El Mercurio y del Departamento de Liderazgo de la Escuela de Negocios de la Universidad Adolfo Ibáñez[8]